# Jean de la Vega

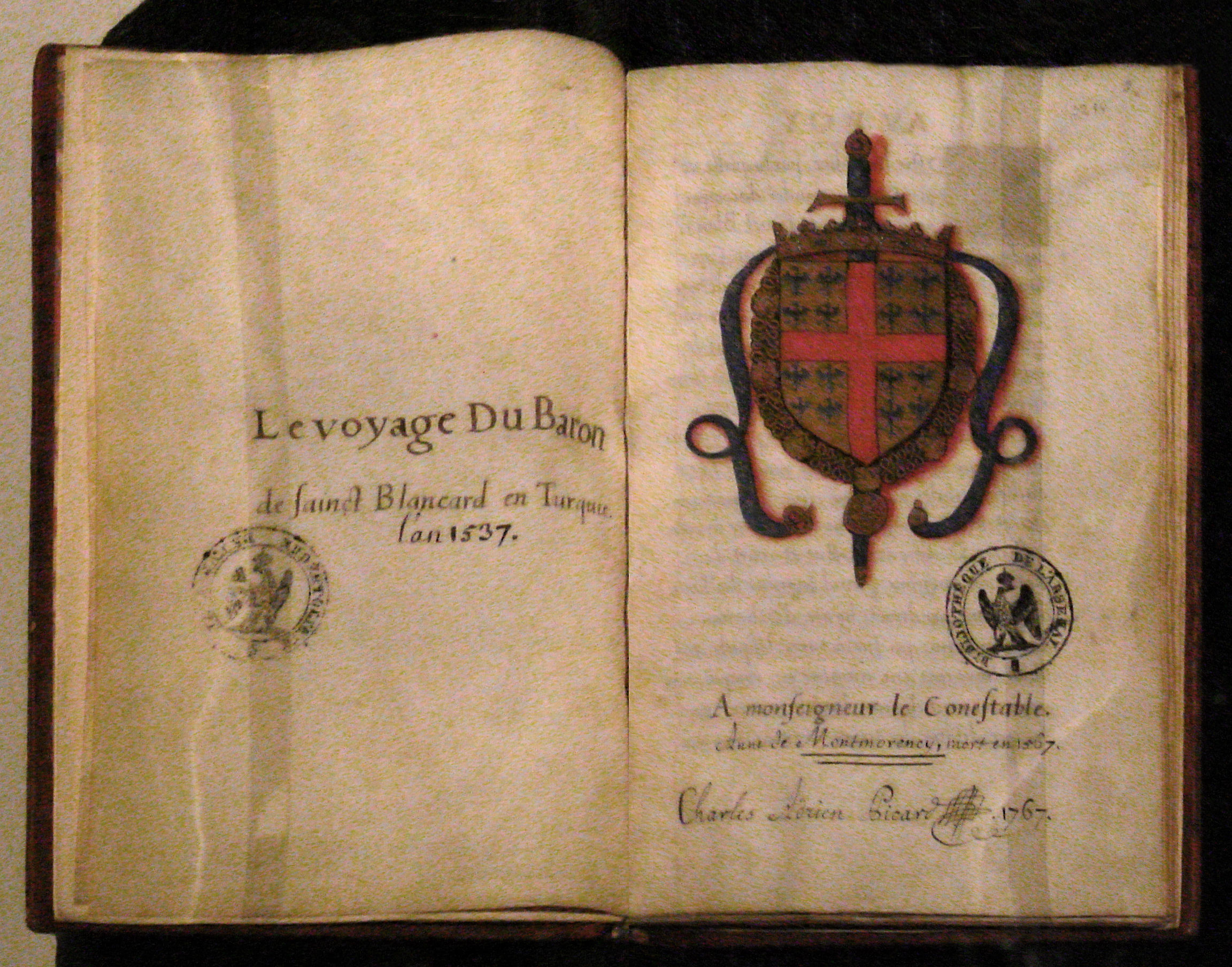
Le Voyage du Baron de Saint Blancard en Turquie, di Jean de la Vega, (dopo il 1538).

Jean de la Vega, noto anche come Jehan de la Vega, (fl. XVI secolo), è stato uno scrittore e viaggiatore francese del XVI secolo. Viaggiò su una delle navi della flotta di Bertrand d'Ornesan che collaborò con gli ottomani nel corso dell'alleanza franco-ottomana.

## Biografia
Viaggiando con l'ammiraglio D'Ornessan, si recò a Costantinopoli su una galea francese, e scrisse il famoso resoconto del viaggio, Le Voyage du Baron de Saint Blancard en Turquie. Fu testimone dell'assedio di Corfù (1537), e anche dei saccheggi della flotta ottomana in territorio cristiano.